# Vint-i-quatre històries
Les Vint-i-quatre històries (xinès tradicional: 二十四史, xinès simplificat: 二十四史, pinyin: Èrshísì Shǐ, Wade-Giles: Erhshihszu Shih) són una col·lecció de llibres històrics xinesos que cobreixen un període de protohistòria i història que va del 3000 aC fins a la dinastia Ming en el segle xvii. El conjunt sencer conté 3213 volums i al voltant de 40 milions de paraules.
Normalment, després de recollir informació de fonts creïbles, aquests registres d'història canònica es van produir en la següent dinastia amb una edició oficialment organitzada, amb revisió i confrontació. Cada errada objectiva deixada en els registres publicats és oficialment considerada una errada del funcionari responsable. Per tant, en comparació amb "personalment feta la història" (稗史), són considerats com "història creïble" (信史) per la majoria dels recercadors professionals d'història.

## Llibres de lesVint-i-quatre Històries
- Primeres Quatre Historiografies 前四史
  - Registres del Gran Historiador (史記, Shǐ Jì), compilat per Sima Qian 司馬遷 en el 91 aEC
  - Llibre de Han (漢書, Hàn Shū), compilat per Ban Gu 班固 en el 82 EC
  - Registres dels Tres Regnes (三國志, Sānguó Zhì), compilat per Chen Shou 陳壽 en el 289 EC
  - Llibre del Han Tardà (後漢書, Hòuhàn Shū), compilat per Fan Ye 范曄 en el 445 EC[1]
- Llibre de Song (宋書, Sòng Shū) — Dinasties del Sud, compilat per Shen Yue 沈約 en el 488 EC
- Llibre de Qi (齊書, Qí Shū) — Dinasties del Sud, compilat per Xiao Zixian 蕭子顯 en el 537 EC
- Llibre de Wei (魏書, Wèi Shū) — Dinasties del Nord, compilat per Wei Shou 魏收 en el 554 EC
- Vuit Historiografies de la Dinastia Tang 唐初八史
  - Llibre de Liang (梁書, Liáng Shū) — Dinasties del Sud, compilat per Yao Silian 姚思廉 en el 636 EC
  - Llibre de Chen (陳書, Chén Shū) — Dinasties del Sud, compilat per Yao Silian 姚思廉 en el 636 EC
  - Llibre de Qi del Nord (北齊書, Běi Qí Shū) — Dinasties del Nord, compilat per Li Baiyao 李百藥 en el 636 EC
  - Llibre de Zhou (周書, Zhōu Shū) — Dinasties del Nord, compilat sota la direcció de Linghu Defen 令狐德棻 en el 636 EC
  - Llibre de Sui (隋書, Suī Shū), compilat sota la direcció de Wei Zheng 魏徵 en el 636 EC
  - Llibre de Jin (晉書, Jìn Shū), compilat sota la direcció de Fang Xuanling 房玄齡 en el 648 EC
  - Història de les Dinasties del Sud (南史, Nán Shǐ), compilat per Li Yanshou 李延壽 en el 659 EC
  - Història de les Dinasties del Nord (北史, Běi Shǐ), compilat per Li Yanshou 李延壽 en el 659 EC
- Llibre de Tang (唐書, Táng Shū), compilat sota la direcció de Liu Xu 劉昫 en el 945 EC
- Història de les Cinc Dinasties (五代史, Wǔdài Shǐ), compilat sota la direcció de Xue Juzheng 薛居正 en el 974 EC
- Nova Història de les Cinc Dinasties (新五代史, Xīn Wǔdài Shǐ), compilat sota la direcció de Ouyang Xiu 歐陽脩 en el 1053 EC
- Llibre de Tang (新唐書, Xīn Táng Shū), compilat sota la direcció d'Ouyang Xiu 歐陽脩 en el 1060 EC
- Tres Historiografies de la Dinastia Yuan 元末三史
  - Història de Liao (遼史, Liáo Shǐ), compilat sota la direcció de Toktoghan 脫脫 en el 1343 EC[2]
  - Història de Jin (金史, Jīn Shǐ), compilat sota la direcció de Toktoghan 脫脫 en el 1345 EC
  - Història de Song (宋史, Sòng Shǐ), compilat sota la direcció de Toktoghan 脫脫 en el 1345 EC
- Història de Yuan (元史, Yuán Shǐ), compilat sota la direcció de Song Lian 宋濂 en el 1370 EC
- Història de Ming (明史, Míng Shǐ), compilat sota la direcció de Zhang Tingyu 張廷玉 en el 1739 EC

### Treball heretats
Aquests treballs van ser iniciats per un historiador i completats per un hereu, normalment en la següent generació.
- Registres del Gran Historiador, heretat de Sima Tan 司馬談 (pare) per Sima Qian 司馬遷 (fill)
- Llibre de Han, heretat de Ban Biao 班彪 (germà), Ban Gu (fill) per Ban Zhao 班昭 (germana)
- Llibre de Liang i Llibre de Chen, heretat de Yao Cha 姚察 (pare) per Yao Silian 姚思廉 (fill)
- Llibre de Qi del Nord, heretat de Li Delin 李德林 (pare) per Li Baiyao 李百藥 (fill)
- Història de les Dinasties del Sud i Història de les Dinasties del Nord, heretat de Li Dashi 李大師 (pare) per Li Yanshou 李延壽 (fill)

### Treballs relacionats
- Nova Història de Yuan (新元史, Xīn Yuán Shǐ), compilat per Ke Shaomin 柯劭忞 en el 1920 CE
- Projecte d'Història de Qing (清史稿, Qīng Shǐ Gǎo), compilat sota la direcció de Zhao Erxun 趙爾巽 en el 1927 CE